# Joseph Nguyễn Văn Yến
Joseph Nguyễn Văn Yến (ur. 26 grudnia 1942 w Vĩnh Trị) – wietnamski duchowny rzymskokatolicki, w latach 1998–2007 biskup Phát Diệm.

## Życiorys
Święcenia kapłańskie przyjął 26 czerwca 1977. 14 listopada 1977 został prekonizowany biskupem koadiutorem Phát Diệm. Sakrę biskupią otrzymał 16 grudnia 1988. 3 listopada 1998 objął urząd biskupa diecezjalnego. 14 kwietnia 2007 przeszedł na emeryturę.